# Schistura latifasciata
Schistura latifasciata är en fiskart som först beskrevs av Zhu och Wang, 1985.  Schistura latifasciata ingår i släktet Schistura och familjen grönlingsfiskar. Inga underarter finns listade i Catalogue of Life.